# 谷端川

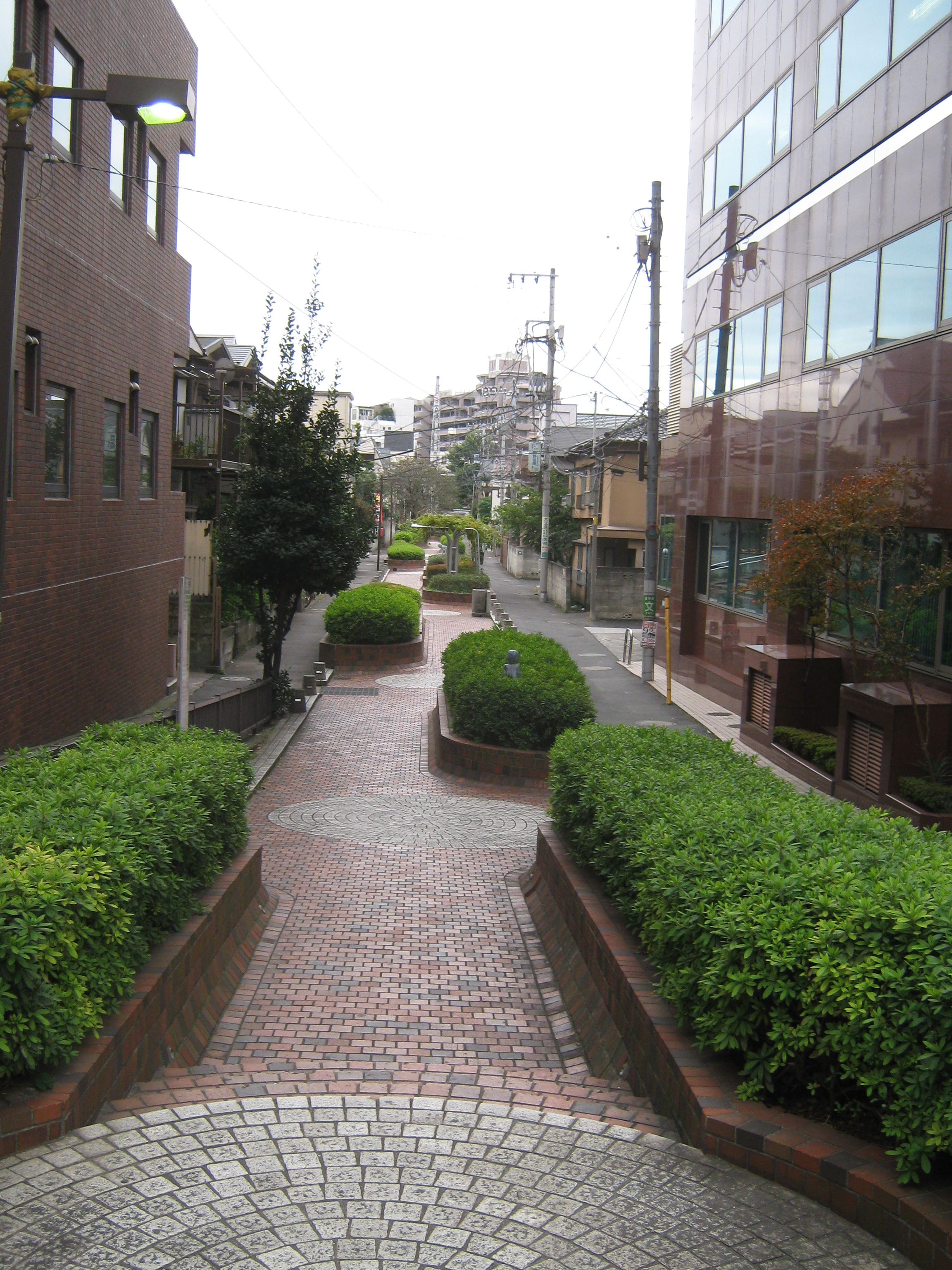
谷端川南緑道

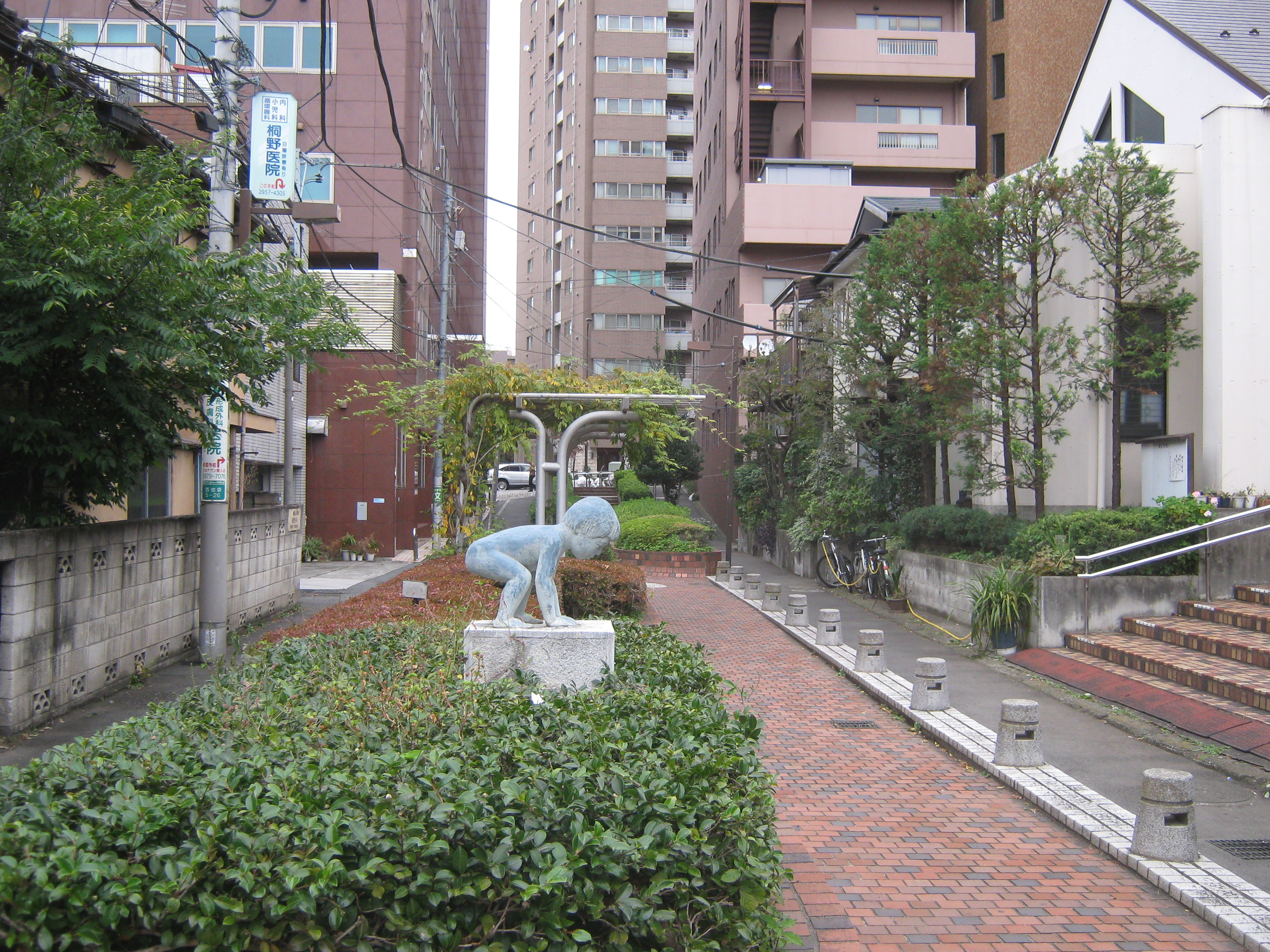
谷端川南緑道

谷端川（やばたがわ）は、東京都豊島区および北区、板橋区、文京区をかつて流れていた河川。現在はほぼすべての区間が暗渠の下水道幹線となっている。

## 地理
かつて河川としての谷端川は以下のような流路で流れていた。
東京都豊島区千早と豊島区要町の境界付近にある粟島神社境内の弁天池が水源である。千川上水の長崎村分水が現在の有楽町線千川駅付近から樋で落とされ、粟島神社の湧水先で谷端川に合わせて南流する。西武池袋線を椎名町駅西側で越えると流れは東に曲がって山手通りと交差し、一転して北に流れを変える。再び西武池袋線を越えて、山手通りの東側を道に並行するように北東に進む。現在の立教大学の西側、有楽町線要町駅の東側を北に向かって流れ、以降板橋区と豊島区の区界に沿って行く。
東武東上線の手前で支流を交えると、東に転じて下板橋駅の際で東上線を越え、板橋駅の北側で赤羽線の線路を潜る。今度は北区と豊島区の区界に沿って東南へ流れ、山手線大塚駅の北側に出る。大塚駅の東側で山手線を潜った後、大塚三業通りを経て東京都道436号小石川西巣鴨線に沿って小石川植物園脇を流れる。文京区千石、小石川と流れ、現在の富坂下を横切り、旧水戸藩上屋敷（現・東京ドーム一帯）を通って、外堀通りの仙台橋の下（水道橋の西）で神田川に注ぐ。
延長約11kmで、上流では武蔵野台地の河川としては珍しく南北方向の流れを持っていた。
上流部には支流がいくつかあった。一つは現在の板橋区幸町と豊島区高松3丁目の間を東流し、中丸町に入り川越街道を斜断して熊野町に入る。さらに大山金井町を経て西前橋手前で谷端川に流入していたもので、出端川と呼ばれていた。もう一つは現大山30番（元千川上水大山橋）より大山駅線路の北側に出て東流し、大山金井町北部より西前橋先で谷端川に流れ込んでいた。また、豊島区東池袋の池袋六又交差点付近から板橋区板橋1丁目付近へ南北に走る「下り谷」と呼ばれる谷戸地形にも支流があった。
下流部にも指ヶ谷から小石川（谷端川）に流れ込む支流があった。指ヶ谷の白山通りの東側を流れた支流は東大下水（ひがしおおげすい）などと呼ばれ、旧水戸藩中屋敷（現・東京大学農学部）からと、旧加賀藩上屋敷（現・東京大学）から流れる二つの流れが東大下水に合流した。
現在、川の全域が暗渠化され、豊島区北大塚3丁目付近から文京区小石川2丁目付近までの大部分のルートを都道436号線が通っている。この通りは東京都心・下町と東京西北部とを急坂もなく緩やかに連絡するので、自転車等で往復するには重要な路線である。

## 歴史
谷端川沿いには古くから町が開けていたため、東武東上線も当初は川沿いにあたる大塚辻町を起点とする計画もあった。しかし川がすべて暗渠化された今、当時の面影はすっかり姿を消し、「谷端」（やばた）と言う地名は豊島区内山手通り沿いの旧谷端川緑地や北区滝野川の公立学校・公園に名を残すのみとなっている。
もともと谷端川は粟島神社の弁天池などの湧水を集めて流れる細流であったが、千川上水の余水を流し込むようになってから水量が急激に増えた。それにともなって全流域で水田の開拓が行われ、水田耕地が増えた。千川上水の分水口は現在の地下鉄千川駅のところにあり、樋口（とよぐち）という名が残っている。
谷端川は大雨のたびに溢れる川で、流域の都市化とともに改修されていった。1924年7月、谷端川の水量調節のために石神井川への放水路が開削された。谷端川増水時には、板橋駅の北脇で赤羽線を越えたところから、赤羽線の東側を線路に沿って北に向かい、橋梁の脇から石神井川に流れ込むようになった。1928年には東京市会が千川（谷端川下流部）の大改修を議決し、1934年に下流部を鉄筋コンクリートの暗渠にし、その上を幅員18mの道路とする総延長3,272mの下水工事が竣工した。
上流域も都市化とともに工場排水や生活排水のため水質が悪化し、1958年には全域暗渠計画実現のための猛運動が展開され始めた。1962年に河川としての谷端川は廃止され、1964年までに全区間が暗渠の下水道となった。また、1958年の狩野川台風でも谷端川上流部は洪水を起こし、1965年に下板橋付近から北に向かって石神井川に流れ込む第二排水路が開通した。
現在、谷端川の旧流路は三つの下水道幹線に分断されている。川越街道の手前より上流は谷端川上幹線（合流管）となって新河岸処理区の下水を集め、そこから下板橋駅付近までは谷端川幹線（合流管）となって小台処理区の下水を集め、上池袋・滝野川より下流は千川幹線（合流管）として三河島処理区の下水を集めている。石神井川への谷端川放水路は谷端川幹線の雨水管となり、雨水幹線部の雨水と増水時に合流管からの越流水を流している。
玉川上水から分水する千川上水は谷端川と石神井川のあいだの尾根筋に通されていた。1989年より、千川上水の分水点から練馬区関町南地先までの開渠部約5kmにおいて清流を復活させ、下流の管渠に水が流れるようになった。この水は旧谷端川放水路の雨水管を通り、赤羽線橋梁の脇から石神井川に流れ込んでいる。

## 名称
豊島区、板橋区では谷端川と呼ばれ、文京区内では小石川（こいしかわ）または礫川（こいしかわ、れきせん）と呼ばれていた。小石川の語源については『江戸砂子』に、「小石多き小川幾筋もある故小石川と名づけし」とある。
文京区内では小石川大下水（こいしかわおおげすい）、西大下水（にしおおげすい）という別称もあった。指ヶ谷の白山通りの東側を流れて小石川に合流する支流を東大下水（ひがしおおげすい）と呼び、こちらを小石川と呼ぶ文献もある。下水という呼び名は飲用の上水に対してのものであり、きれいな湧水の流れであった。
大正、昭和の時代になると、下流部は千川（せんかわ）と呼ばれることが多くなる。千川上水と小石川（谷端川）は別のものであるが、千川上水が廃止されてからその余水が流れ込む小石川のほうを千川と呼ぶようになったとする説がある。

## 文化
池袋モンパルナスの中心
戦前、特に大正時代後期、千川上水の余水から流れる川に沿って簡単な造りの小屋（バラック）が建築され、若い画学生・新進画家を対象に貸し出された。現在は暗渠となっているが豊島区旧平和小学校、国際興業バス池袋営業所付近は彼らのアトリエが林立し、芸術至上主義の気風の中新興芸術が開花した。
当時の旧・長崎村は泥田で川が蛇行していた。アトリエは地主にも建築費用がかからず、安定した借主と契約でき、画家にも安価な賃料と言う好条件であった。東京美術学校（熊谷守一）をはじめ女子美術大学（丸木俊・丸木位里夫妻）等出身の画家、または才能ある者が集合していたのである。
戦後は住宅地として区画も整理され、その面影は残っていない。地元では保存運動に務めているが、豊島区立郷土資料館の記録展でうかがい知るのみである。

## 橋梁跡
至池袋より記載
- 宮下橋
- 並木橋
- 羽黒橋
- 八幡橋
- 霜田橋
- （谷端川第二親水公園）
- 丸山橋
- 長崎橋
- （谷端川親水公園）
- 日之出橋
- 北荒井橋
- 東橋
- 高松橋
- 境橋
- 上ノ橋
- 中上橋
- 御嶽橋
- 南橋
- 境井田橋
- 他領橋
- 熊野橋
- 前田上の橋（前田上橋）
- 前田橋
- 北浦上橋
- 北浦橋
- 中丸橋
- 金井窪橋（金井橋）
- （池袋本町二丁目児童遊園）
- 西前橋
- 豊橋